# Honoryna
Honoryna, Honoria – żeńskie imię łacińskie, stanowiące żeński odpowiednik łacińskiego imienia Honoryn, utworzonego od Honoriusza przy pomocy przyrostka oznaczającego wyzwolenie i usynowienie. Patronką tego imienia jest św. Honoryna z Normandii.
W styczniu 2024 w rejestrze PESEL, wśród publicznie dostępnych danych, nie wykazano żadnych kobiet o imieniu Honoryna nadanym jako imię pierwsze ani kobiet noszących imię Honoryna jako imię drugie.

## Imię Honoryna/Honoria w innych językach[6]
- łacina – Honoria
- angielski – Honor, Honoria
- czeski – Honoria
- francuski – Honorine
- hiszpański – Honoria
- niemieckl – Honoria
- słowacki – Honóra, Honora
- włoski – Onoria.

Honoryna/Honoria imieniny obchodzi 27 lutego.

## Kobiety noszące imię Honoryna
- Honorine Grimaldi.